# Viborg (Dacota do Sul)
Viborg é uma cidade localizada no estado norte-americano de Dacota do Sul, no Condado de Turner.

## Demografia
Segundo o censo norte-americano de 2000, a sua população era de 832 habitantes.
Em 2006, foi estimada uma população de 798, um decréscimo de 34 (-4.1%).

## Geografia
De acordo com o United States Census Bureau tem uma área de
1,0 km², dos quais 1,0 km² cobertos por terra e 0,0 km² cobertos por água. Viborg localiza-se a aproximadamente 398 m acima do nível do mar.

## Localidades na vizinhança
O diagrama seguinte representa as localidades num raio de 20 km ao redor de Viborg.